# Katajajärvi (sjö i Saarijärvi, Mellersta Finland)
Katajajärvi är en sjö i kommunen Saarijärvi i landskapet Mellersta Finland i Finland. Den är 13,3 meter djup. Arean är 45 hektar och strandlinjen är 6,47 kilometer lång. Sjön  ingår i Kymmene älvs huvudavrinningsområde.   Den ligger omkring 52 kilometer nordväst om Jyväskylä och omkring 270 kilometer norr om Helsingfors. 